# Liligo.com
liligo.com è un motore di ricerca gratuito, specializzato in viaggi. Il suo comparatore di prezzi confronta voli, treni, bus, car pooling, noleggi auto e hotel trovati sui siti di viaggi. L’azienda ha le sue sedi a Parigi, Barcellona e Budapest, e presenta un sito web disponibile in 8 lingue: inglese, italiano, francese, spagnolo, tedesco, portoghese, ungherese e romeno.

## Storia
liligo.com, prodotto di Findworks Technologies, è stato lanciato il 19 di settembre di 2006. Nel settembre 2010 la SNCF, attraverso il suo sito SNCF-Voyages, ha annunciato l'acquisizione delle quote di maggioranza del capitale societario di liligo.com per un ammontare di 20 milioni di euro, secondo il giornale Les Echos. liligo.com è stata rivenduto 3 anni più tardi dal gigante del turismo europeo Odigeo. Nel settembre del 2015 liligo.com ha acquisito il sito di viaggi VoyagerMoinsCher.com.

## Gli strumenti di liligo.com
liligo.com mette a disposizione degli utilizzatori diversi strumenti e servizi: la Mappa delle Idee, l’ Avviso Prezzi, il Magazine del Viaggiatore e le applicazioni mobili per iOS e Android.

## Riconoscimenti
liligo.com è stato eletto per quattro anni consecutivi “sito dell’anno” in Francia fra i comparatori di viaggi più popolari.